# Opération Maccabée
L'opération Maccabée est une opération militaire de la Haganah et du Palmach menée du 8 au 15 mai 1948 lors du conflit judéo-arabe de 1947-1949.
Dans la continuité de l'opération Nahshon et à la suite du nouveau blocage de la route, Yigaël Yadin donne l'ordre à la 5e brigade Guivati et à la 10e brigade Harel d'opérer dans le secteur ouest du couloir Tel-Aviv-Jérusalem afin de le sécuriser. Plusieurs villages changent de main à plusieurs reprises mais finissent par être contrôlés par les forces juives.
Le 15 mai au matin, une patrouille de la brigade Guivati pénètre dans l'enceinte du poste de police de Latroun. Toutefois, à la suite de l'avance de l'armée égyptienne, la brigade reçoit l'ordre de se redéployer plus au sud et les soldats abandonnent la position
.
Il s'agit d'une occasion manquée qui sera lourde de conséquence dans la bataille pour Jérusalem car la position de Latroun permet de contrôler la route entre Tel-Aviv et la Ville sainte. Les 6 assauts qui seront menés entre fin mai et mi-juillet contre Latroun échoueront tous et feront 168 victimes dans le camp israélien.

## Documentation
- (en) Gelber, Yoav, Palestine 1948, Sussex Academic Press, Brighton, 2006,  (ISBN 1845190750).
- (en) Karsh, Efraïm, The Arab-Israeli Conflit - The Palestine War 1948, Osprey Publishing, 2002,  (ISBN 1841763721).
- (fr) Lapierre, Dominiquee et Collins, Lapierre, O Jérusalem, Robert Laffont, 1971,  (ISBN 2266106988)
- (en) Morris, Benny, 1948, Yale University Press, 2008,  (ISBN 0300126964).